# Waldeck (Dinkelsbühl)
Waldeck ([ˈvaldɛk] ⓘ) ist ein Gemeindeteil der Großen Kreisstadt Dinkelsbühl im Landkreis Ansbach (Mittelfranken, Bayern). Die Gemarkung Waldeck hat eine Fläche von 3,246 km². Sie ist in 303 Flurstücke aufgeteilt, die eine durchschnittliche Fläche von 10.713,25 m² haben.

## Geographie
Beim Dorf entspringt der Schwarzgraben, ein rechter Zufluss der Zwergwörnitz. Im Süden schließt ein Gewerbegebiet an. Ansonsten ist der Ort von Acker- und Grünland umgeben. Im Nordwesten wird die Flur Veitlein genannt. 0,5 km südöstlich liegt das Radacher Holz, 1 km östlich das Herrenholz. Die Kreisstraße AN 43 führt nach Weidelbach (1,3 km nördlich) bzw. zur Staatsstraße 2218 (1 km südlich). Gemeindeverbindungsstraßen führen nach Zwernberg (1,9 km nordöstlich) und nach Oberradach (2,2 km südöstlich).

## Geschichte
Die Fraisch über Waldeck war strittig zwischen dem ansbachischen Oberamt Crailsheim, dem ansbachischen Oberamt Feuchtwangen und dem oettingen-spielbergischen Oberamt Mönchsroth. Die Reichsstadt Dinkelsbühl beanspruchte sie für ihre Güter. Die Dorf- und Gemeindeherrschaft hatte das Ämtlein Weidelbach des Deutschen Ordens.
1732 bestand der Ort aus 13 Anwesen und einem Gemeindehirtenhaus. Grundherren waren der Deutsche Orden (elf Anwesen) und die Reichsstadt Dinkelsbühl (zwei Anwesen). Gegen Ende des 18. Jahrhunderts bestand der Ort aus 14 Anwesen und 1 Gemeindehirtenhaus. Grundherren waren der das Ämtlein Weidelbach (1 Hof, 5 Hofgüter, 1 Gut, 5 Gütlein) und das Spital der Reichsstadt Dinkelsbühl (2 Güter). Von 1797 bis 1808 unterstand der Ort dem Justiz- und Kammeramt Feuchtwangen.
1806 kam Waldeck an das Königreich Bayern. Mit dem Gemeindeedikt wurde Waldeck dem 1809 gebildeten Steuerdistrikt Weidelbach und der zugleich gebildeten Ruralgemeinde zugewiesen. Mit dem Zweiten Gemeindeedikt entstand die Ruralgemeinde Waldeck. Sie war in Verwaltung und Gerichtsbarkeit dem Landgericht Dinkelsbühl zugeordnet und in der Finanzverwaltung dem Rentamt Dinkelsbühl (1919 in Finanzamt Dinkelsbühl umbenannt, seit 1973 Finanzamt Ansbach). Die Verwaltung übernahm 1862 das neu geschaffene Bezirksamt Dinkelsbühl (1939 in Landkreis Dinkelsbühl umbenannt). Die Gerichtsbarkeit lag beim im gleichen Jahr gebildeten Stadt- und Landgericht Dinkelsbühl (1879 in das Amtsgericht Dinkelsbühl umbenannt, seit 1973 eine Zweigstelle des Amtsgerichtes Ansbach). Die Gemeinde hatte 1964 eine Gebietsfläche von 3,186 km². Im Zuge der Gebietsreform in Bayern wurde diese am 1. April 1971 nach Dinkelsbühl eingemeindet. Mit der Auflösung des Landkreises Dinkelsbühl im Jahr 1972 kam Waldeck an den Landkreis Ansbach.

### Bodendenkmal
- Burgstall Waldeck[17]

### Einwohnerentwicklung
| Jahr      | 1818   | 1840   | 1852   | 1855   | 1861   | 1867   | 1871   | 1875   | 1880   | 1885   | 1890   | 1895   | 1900   | 1905   | 1910   | 1919   | 1925   | 1933   | 1939   | 1946   | 1950   | 1952   | 1961   | 1970   | 1987  |
| Einwohner | 97     | 104    | 127    | 121    | 134    | 122    | 133    | 123    | 146    | 146    | 149    | 140    | 153    | 153    | 148    | 145    | 140    | 128    | 121    | 176    | 167    | 147    | 129    | 126    | 112   |
| Häuser    | 19     | 20     |        |        |        |        | 26     |        |        | 25     | 28     |        | 28     |        |        |        | 26     |        |        |        | 27     |        | 28     |        | 27    |
| Quelle    | [ 19 ] | [ 20 ] | [ 21 ] | [ 21 ] | [ 22 ] | [ 23 ] | [ 24 ] | [ 25 ] | [ 26 ] | [ 27 ] | [ 28 ] | [ 21 ] | [ 29 ] | [ 21 ] | [ 30 ] | [ 21 ] | [ 31 ] | [ 21 ] | [ 21 ] | [ 21 ] | [ 32 ] | [ 21 ] | [ 14 ] | [ 33 ] | [ 2 ] |

## Religion
Der Ort ist seit der Reformation evangelisch-lutherisch geprägt und bis heute nach St. Ulrich (Weidelbach) gepfarrt. Die Katholiken sind nach St. Georg (Dinkelsbühl) gepfarrt.